# Hôpital de psychiatrie de Belle-Idée
Pour les articles homonymes, voir Bel Air.
L'hôpital de psychiatrie de Belle-Idée, anciennement connu sous le nom de asile de Bel-Air puis clinique de Belle-Idée, est un établissement psychiatrique rattaché aux Hôpitaux universitaires de Genève. Ouvert au début du XXe siècle, il est localisé essentiellement sur la commune de Thônex (avec l'entrée principale à Chêne-Bourg).

## Histoire
L'asile d'aliénés de Bel-Air s'est constitué en plusieurs étapes et commence à recevoir des malades dès 1900. Son architecture initiale a fait l'objet de multiples discussions de tous ordres, y compris économiques, les budgets étant constamment dépassés.
Il a eu pour directeurs les docteurs Rodolphe Weber (1900 à 1925), Charles Ladame (1925 à 1939) et Ferdinand Morel (1939 à 1957). Après un intérim assuré par le Dr Silvain Mutrux, la clinique de Bel-Air passe de 1959 à 1976 sous la direction du professeur Julian de Ajuriaguerra. Grâce à lui, la clinique devient un centre de référence mondial en psychiatrie ; il forme de nombreux psychiatres, infirmiers, psychologues et sociothérapeutes. Certains deviendront souvent eux-mêmes responsables d'institutions ou psychanalystes en Suisse et à l'étranger (Portugal, Grèce, France, Espagne, etc.).
Alors que les docteurs Ladame et Morel pratiquaient une psychiatrie asilaire, reposant sur des traitements moraux et un organicisme encore embryonnaire, Ajuriaguerra révolutionne la clinique dans tous les domaines. De formation psychanalytique, neurologue et pédopsychiatre, il tente avec un certain succès de composer avec les divers courants existants. Après son départ, les clivages habituels de la psychiatrie réapparaissent : ambulatoire contre hospitalier, psychiatrie organiciste contre psychiatrie psychanalytique, etc. Une direction médico-administrative est instaurée dès 1976 et commence a entreprendre diverses restructurations. Dès 1982, le nom "Institutions universitaires de psychiatrie de Genève (IUPG)" est adopté.
Après s'être d'abord rattachée à l'hôpital de psychogériatrie Mon-Idée et de prendre le nom « Belle-Idée » (contraction de Mon-Idée et de Bel-Air), la clinique fusionne en 1995 avec les autres hôpitaux publics genevois, notamment l'Hôpital cantonal, pour former les Hôpitaux universitaires de Genève (HUG).
Sur le site de Belle-Idée il y a aussi l’Hôpital des Trois-Chêne, qui est un lieu d’hospitalisation principalement consacré à la gériatrie et qui fait également partie des HUG.

## Critiques

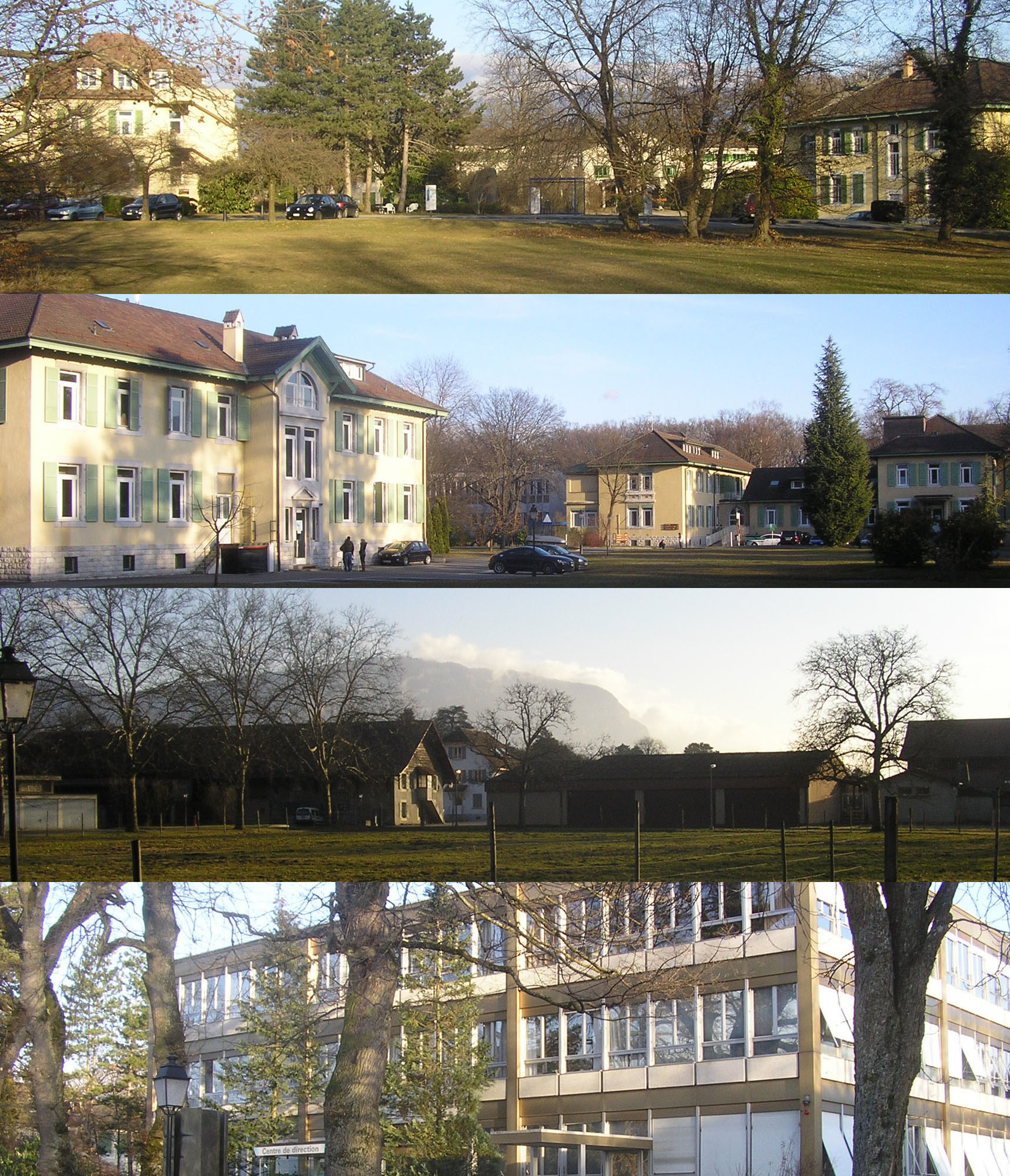
Panoramas montrant une partie des bâtiments et du parc.

Avant même le départ du professeur Ajuriaguerra, jusqu'aux années 1982-1984, la clinique de Bel-Air fait l'objet de nombreuses critiques venant de divers horizons : des patients, des associations antipsychiatriques (cf. association pour les droits des usagers de la psychiatrie) et des familles mais aussi des médecins et des psychiatres. Les conditions de traitements hospitaliers sont décriées.

## Œuvres d'art et installations

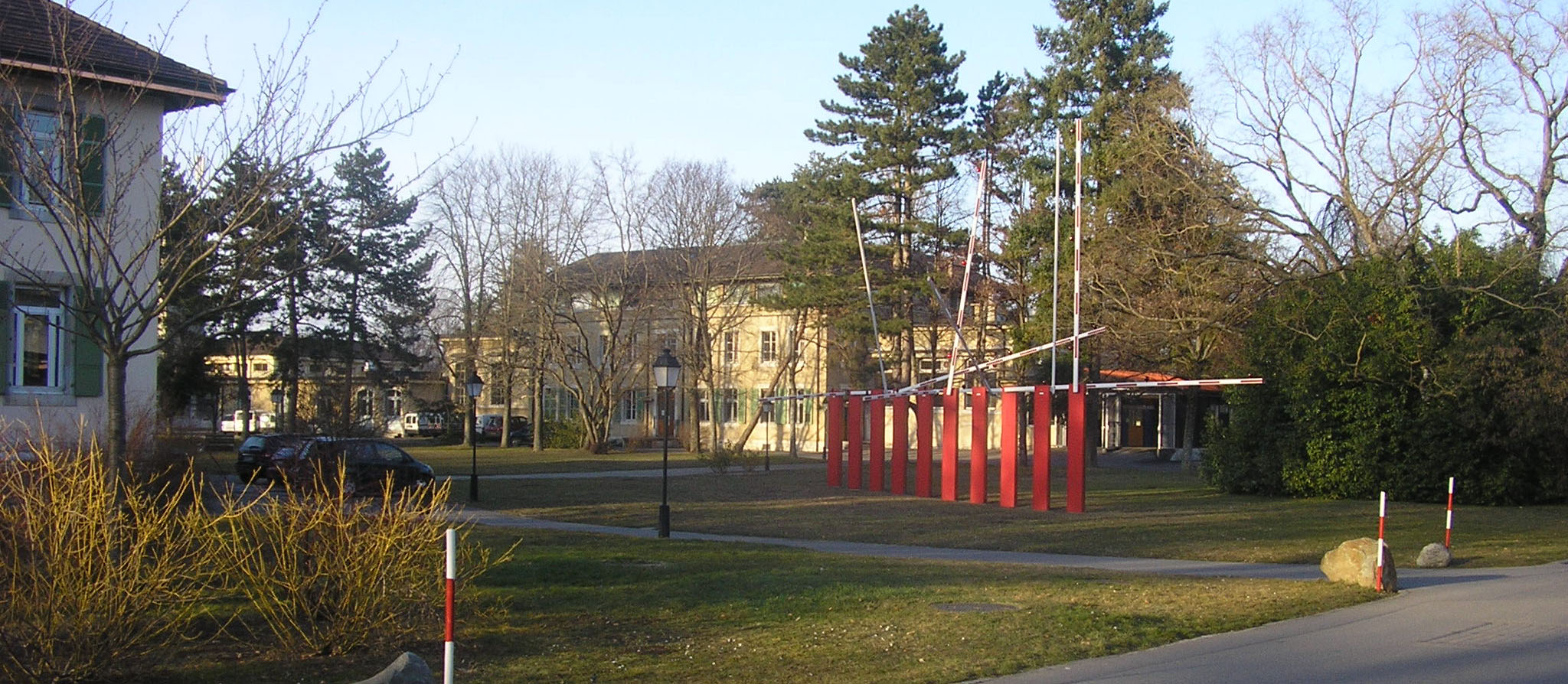
Une partie du parc, avec la « musique visuelle » d'Anne Blanchet.

Le parc et les couloirs des bâtiments sont des lieux privilégiés pour accueillir des œuvres d'art. L'Espace Abraham Joly abrite le « cabinet des curiosités », lieu permanent d'exposition et de rencontre pour les artistes.
Anne Blanchet a réalisé « Passage 2000 », une installation en mouvements, une « musique visuelle », formée de dix barrières de passage à niveau de 6 mètres, équipées de lumières rouges, qui se lèvent à des rythmes différents.
En 2008, « PentAgora », une sculpture-banc de Bujar Marika, est inaugurée.